# Episteira atrospila
Episteira atrospila är en fjärilsart som beskrevs av Embrik Strand 1915. Episteira atrospila ingår i släktet Episteira och familjen mätare. Inga underarter finns listade i Catalogue of Life.